# Boston Online Film Critics Association
La Boston Online Film Critics Association è un'associazione americana di critici cinematografici, con sede a Boston, Massachusetts. Fondata nel 2012, assegna annualmente i Boston Online Film Critics Association Awards (BOFCA Awards) ai migliori film dell'anno.

## Categorie di premi
- Top 10 film dell'anno. 1.THE BRUTALIST 2. THE SUBSTANCE 3. ANORA 4. I SAW THE TV GLOW 5. DUNE: PART TWO 6. NICKEL BOYS 7. HARD TRUTHS 8. FLOW 9. WICKED 10. NOSFERATU
- Miglior film
- Miglior regista
- Miglior attore
- Migliore attrice
- Miglior attore non protagonista
- Miglior attrice non protagonista
- Miglior sceneggiatura
- Miglior distribuzione
- Migliore fotografia
- Miglior montaggio
- Migliore musica originale
- Miglior film in lingua straniera
- Miglior film d'animazione
- Miglior film documentario